# Alpina wahlbergi
Alpina wahlbergi är en fjärilsart som beskrevs av Lampa 1885. Alpina wahlbergi ingår i släktet Alpina och familjen mätare. Inga underarter finns listade i Catalogue of Life.